# Petar Vasiljević
Petar Vasiljević (szerbül: Пeтap Bacиљeвић; Belgrád, Jugoszlávia, 1970. november 3. –) szerb labdarúgóhátvéd.